# Équipe cycliste Phonak

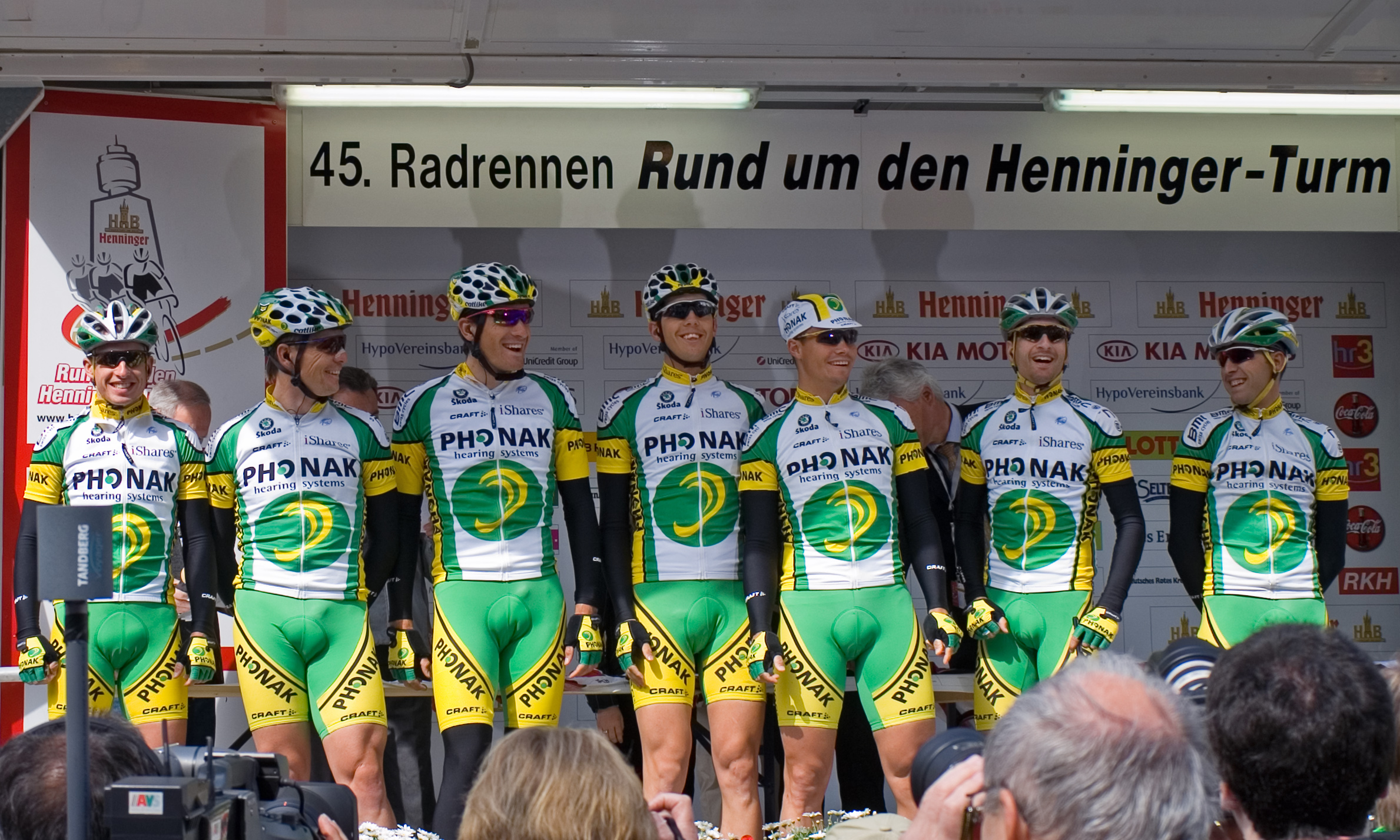
L'équipe en 2006

L'équipe cycliste Phonak est une équipe suisse de cyclisme professionnel sur route ayant existé de 2000 à 2006. Elle a évolué en première division à partir de 2002 puis a obtenu le statut d'équipe ProTour en 2005. Elle était sponsorisée principalement par Phonak Hearing Systems. Ses principaux succès sont la victoire de Floyd Landis sur le Paris-Nice 2006, celle de Tyler Hamilton et Santiago Botero sur les Tours de Romandie 2004 et 2005, ainsi que les deuxièmes places de Santiago Pérez au Tour d'Espagne 2004 et de José Enrique Gutiérrez au Tour d'Italie 2006. En 2006, son leader Floyd Landis a été déclassé du Tour de France qu'il avait remporté, en raison d'un contrôle antidopage positif. L'équipe Phonak a connu d'autres cas de dopage, dont ceux de Santiago Pérez et Tyler Hamilton en 2004, ce dernier étant ainsi le premier sportif à faire l'objet d'un contrôle antidopage révélant la pratique d'une transfusion sanguine. D'autres coureurs célèbres ont été membres de Phonak, dont Alex Zülle qui y a terminé sa carrière, Miguel Martinez, champion du monde et olympique de VTT en 2000, Oscar Camenzind, champion du monde sur route en 1998, et Óscar Pereiro, vainqueur du Tour de France en 2006, après son départ de l'équipe, bénéficiant du déclassement de Floyd Landis. L'équipe disparaît à l'issue de cette dernière année, marquée par les affaires de dopage.

## Histoire de l'équipe
L'équipe est créée en 2000 par l'entreprise Phonak Hearing Systems.
Pendant la saison 2004, Tyler Hamilton, le capitaine de l'équipe, est l'un des favoris pour remporter le Tour de France. Peu avant l'épreuve, il subit un contrôle antidopage positif. De plus, Oscar Camenzind, Santiago Perez, Fabrizio Guidi et Sascha Urweider sont également tous contrôlés positifs. En 2005, « Phonak » est recalé pour le ProTour sur décision de l'UCI, mais le Tribunal arbitral du sport ordonne que l'équipe suisse soit intégrée.
Phonak est pendant longtemps leader de l'UCI ProTour en 2005, mais termine finalement à la 2e place au classement final derrière l'équipe CSC.
Lors de la saison 2006, la formation effectue des bonnes performances sur le Giro et sur le Tour de Catalogne. Surtout, Floyd Landis, membre de l'équipe depuis 2005, s'adjuge le Tour de France, notamment grâce à un raid solitaire lors de la 17e étape. Cependant, le 5 août 2006, la Phonak licencie Landis, après que les résultats de la contre-expertise l'ont donné positif au dopage à la testostérone lors du Tour de France 2006.
Le fonds de pension iShares, filiale de la Barclays, devenu sponsor en 2006, s'est alors rapidement désengagé, contraignant le manager Andy Rihs, directeur de la société ARcycling, à annoncer le 15 août 2006 la future dissolution de l'équipe à la fin de la saison 2006. La société suisse d'appareils auditifs Phonak Hearing Systems, se retire du monde du cyclisme en 2007 afin de parrainer le monde de la musique.
En six ans d'existence de l'équipe Phonak, plus de dix de ses coureurs ont été impliqués dans des affaires de dopage.

## Principaux coureurs
| - Daniele Bennati (2004) - Santiago Botero (2005-2006) - Oscar Camenzind (2002-2004) - Cyril Dessel (2003-2004) - Juan Carlos Domínguez (2002-2003) - Martin Elmiger (2002-2006) - Santos González (2004-2005) - José Enrique Gutiérrez (2004-2006) - Tyler Hamilton (2004) - Robert Hunter (2005-2006) - Floyd Landis (2005-2006) | - Jean Nuttli (2001) - Miguel Ángel Martín Perdiguero (2005-2006) - Miguel Martinez (2003) - Axel Merckx (2006) - Alexandre Moos (2001-2006) - Víctor Hugo Peña (2005-2006) - Óscar Pereiro (2001-2005) - Santiago Pérez (2003-2004) - Óscar Sevilla (2004) - Tadej Valjavec (2004-2005) - Alex Zülle (2003-2004) |

## Principales victoires

### Classiques
- Classique des Alpes : 2004 (Óscar Pereiro)

### Courses par étapes
- Paris-Nice : 2006 (Floyd Landis)
- Tour de Romandie : 2004 (Tyler Hamilton), 2005 (Santiago Botero)
- Tour de Californie : 2006 (Floyd Landis)
- Tour de Géorgie : 2006 (Floyd Landis)
- Tour de la Région wallonne : 2006 (Fabrizio Guidi)
- Tour de Saxe : 2002 (Oscar Camenzind)

### Résultats sur les grands tours
- Tour de France
  - 3 participations (2004, 2005, 2006)
  - 1 victoire d'étape :
    - 1 en 2005 (Óscar Pereiro)

  - Meilleur classement individuel : Floyd Landis, 9e en 2005
- Tour d'Italie
  - 4 participations (2002, 2004, 2005, 2006)
  - 1 victoire d'étape :
    - 1 en 2002 (Juan Carlos Domínguez)

  - 2 classements annexes :
    - Classement par équipes au temps : 2006
    - Classement par équipes aux points : 2006

  - Meilleur classement individuel : José Enrique Gutiérrez, 2e en 2006
- Tour d'Espagne
  - 5 participations (2002, 2003, 2004, 2005, 2006)
  - 4 victoires d'étapes
    - 4 en 2004 : Santiago Pérez (3) et José Enrique Gutiérrez

  - Meilleur classement individuel : Santiago Pérez, 2e en 2004

### Championnats nationaux
- Championnat de Suisse sur route : 2002 (Alexandre Moos), 2003 (Daniel Schnider), 2005 (Martin Elmiger), 2004 et 2006 (Grégory Rast)
- Championnat de Suisse contre-la-montre : 2001 (Jean Nuttli)
- Championnat de Slovénie sur route : 2004 (Uroš Murn)
- Championnat de Biélorussie sur route : 2002 (Alexandre Usov)

## Classements UCI par équipes
En 2000 et 2001, Phonak est classée parmi les Groupes Sportifs II (GSII), la deuxième catégorie des équipes cyclistes professionnelles, puis de 2002 à 2004 en GSI (première catégorie). Les classements détaillés ci-dessous pour cette période sont ceux de la formation Phonak en fin de saison.
| Saison | Classement par équipes | Meilleur coureur au classement individuel |
| ------ | ---------------------- | ----------------------------------------- |
| 2000   | 19e (GSII)             | Matthias Buxhofer (250e)                  |
| 2001   | 16e (GSII)             | Bert Grabsch (199e)                       |
| 2002   | 20e                    | Oscar Camenzind (51e)                     |
| 2003   | 17e                    | Óscar Pereiro (63e)                       |
| 2004   | 8e                     | Tyler Hamilton (21e)                      |

À partir de 2005, l'équipe dispute le ProTour, qui donne lieu en fin de saison à un classement des 20 équipes le composant.
| Saison | Classement par équipes | Meilleur coureur au classement individuel |
| ------ | ---------------------- | ----------------------------------------- |
| 2005   | 2e                     | Santiago Botero (19e)                     |
| 2006   | 7e                     | José Enrique Gutiérrez (34e)              |

## Saisons précédentes
- Saison 2005
- Saison 2006